# Albert Newiger
Albert Ernst Hermann Newiger (Agilla, 4 januari 1889 – Berlin-Dahlem, 25 mei 1956) was een Duitse officier en Generalmajor tijdens de Tweede Wereldoorlog.

## Leven
Op 4 januari 1889 werd Albert Newiger in Agilla geboren. Hij was de zoon van Hermann Newiger, een bezitter van een havezate; daar woonde ook de schoonfamilie. Op 12 januari 1907 trad Newiger als Fahnenjunker in dienst van het Pruisische leger. Hij werd bij het Ulanen-Regiment „Graf zu Dohna“ (Ostpreußisches) Nr. 8 in Gumbinnen geplaatst. Bij het Ulanen-Regiment „Graf zu Dohna“ (Ostpreußisches) Nr. 8 volgden verschillende bevorderingen van Fähnrich op 11 september 1907 tot Leutnant op 18 mei 1908. Op 1 oktober 1908 werd hij naar de Offiziers-Reitschule Paderborn (officiersrijschool) gecommandeerd. 

### Eerste Wereldoorlog
Vanaf 3 september 1911 diende hij als regimentsadjudant in zijn regiment. In augustus 1914 nam hij met zijn regiment aan de Eerste Wereldoorlog deel. Newiger werd met zijn regiment aan het Oostfront ingezet, en vocht tijdens de Slag bij Tannenberg. Op 25 februari 1915 werd Newiger tot Oberleutnant bevorderd. Hij nam ook aan de inname van Brest-Litovsk deel. Op 16 januari 1916 volgde zijn overplaatsing naar de staf van het XXX. Reserve-Korps, en hij werd daar als ordonnansofficier ingezet. Vanaf 22 december 1916 deed hij dienst in de Generale Staf van de Etappen-Inspektion Bug. Vanaf 20 maart 1917 diende Newiger in de staf van de 301e Infanteriedivisie. In de staf werd hij op 18 juli 1917 tot Rittmeister bevorderd. Op 1 september 1917 werd hij als compagnieofficier naar het 8. Rheinische Infanterie-Regiment Nr. 70 gecommandeerd. Op 12 september 1917 volgde zijn overplaatsing naar de Generale Staf van de Armee-Abteilung A. Op 21 oktober 1917 werd hij overgeplaatst naar de Generale Staf, en werd op 23 mei 1918 als legerofficier aan het Etappen-Inspektion 7 toegewezen. Op 27 juli 1918 werd hij aan het XXXVIII. Reservekorps toegewezen, en op 15 augustus 1918 aan de generale staf van het korps overgedragen. Vanaf 24 december 1918 diende Newiger in de staf van het detachement Grothe in het vrijkorps von Hülsen.

### Interbellum
Op 1 mei 1919 werd hij in de voorlopige Reichswehr opgenomen, en chef van een eskadron van het 3e Cavalerie Regiment van de Reichswehr in Berlijn benoemd. Vanaf 24 december 1920 was hij chef van het 1e eskadron van het 4. (Preußischen) Reiter-Regiment in Potsdam. Op 1 april 1922 werd Newiger in de Generale Staf van de Gruppenkommandos I in Berlijn ingezet. Vanaf 1 februari 1924 werd hij in de staf van het 9. (Preußischen) Reiter-Regiment in Fürtenwalde ingezet. Op 1 juni 1925 was hij weer chef van het 1e eskadron van het regiment. Op 12 oktober trouwde Newiger met Ursula Bloy (geboren 10 december 1903 in Wybranowo bij Hohensalza), waar hij op 2 januari 1926 weer van zou scheiden. Op 1 oktober 1928 werd naar het Reiter-Regiment 8 overgeplaatst. Op 30 november 1928 hertrouwde Newiger met Ilse-Marie Hake (1904–1983), van adellijk geslacht, en zij kregen meerdere zonen. Op 1 november 1930 werd hij tot Major bevorderd. En vanaf 1 februari 1931 werd hij in de staf van het Reiter-Regiment 9 geplaatst. Vanaf 15 februari 1934 diende hij in de staf van het Kommandantur von Schweidnitz (bureau van de commandant), en werd op 1 mei 1934 tot Oberstleutnant bevorderd. Op 1 oktober 1934 was in de staf van de Grenz-Abschnitz-Kommandos Schweidnitz ingezet. Op 31 mei 1935 werd hij officieel uit de militaire dienst ontslagen. Na zijn afscheid van de militaire dienst, ging Albert Newiger als militaire adviseur tijdens de Sino-Duitse samenwerking in China werken. Deze samenwerking werd door generaal Alexander von Falkenhausen geleid. Hij was leraar strategie aan de centrale academie in Nanjing. Later was Newiger hoofdadviseur voor het Chinese opperbevel. Tijdens de Slag om Shanghai ondersteunde hij het Chinese leger. In juli 1938 keerde Newiger naar Duitsland terug, en werd op 1 oktober 1938 tot de z.b.V. (voor speciaal gebruik) van de Heer gesteld. Op 1 januari 1939 trad hij als Oberstleutnant en officier z.b.V. van het Oberkommando des Heeres in de Wehrmacht in, en werd op 12 juni 1939 aan de staf van het  Generalkommando van de grenstroepen Oberrhein toegevoegd.

### Tweede Wereldoorlog
Op 16 september 1939 volgde zijn overplaatsing naar de staf van het XXV. Armeekorps (25e Legerkorps), waar hij op 1 oktober 1939 tot Oberst bevorderd werd. Op 1 december 1942 nam hij het commando van het Infanterie-Ersatz-Regiments 12 over. Vanaf 4 januari 1940 gaf hij leiding aan het nieuw opgerichte 371e Infanterieregiment. Met dit regiment nam hij aan de Slag om Frankrijk deel. Op 15 november 1940 werd hij de eerste commandant van het 677e Infanterieregiment benoemd. Op 1 april 1941 volgde zijn aanvaarding in het actieve officierskorps. Op 26 juni 1941 nam Newiger het commando van het 194e Infanterieregiment over, dit regiment leidde hij tijdens Operatie Barbarossa. op 1 september 1942 werd hij in het Führerreserve (OKW) geplaatst. Op 1 november 1942 werd hij met de leiding van de 190e Divisie belast. Vanaf 10 november 1942 was Newiger met het commando van de 112e Infanteriedivisie belast. Op 1 januari 1943 werd hij tot Generalmajor bevorderd. Dezelfde dag werd hij tot commandant van de 112e Infanteriedivisie benoemd. Met deze divisie vocht hij om de steden Brjansk en Orel. Op 22 juni 1943 werd hij weer in het Führerreserve (OKW) geplaatst. Vanaf 10 december 1943 werd Newiger tot commandant van de 52. Feldausbildungs-Division benoemd. Op 8 april 1944 werd hij opnieuw naar de Führerreserve (OKW) overgeplaatst, en naar de Heeresgruppe Mitte gecommandeerd. In plaats daarvan werd hij op 8 april 1944 tot commandant van de 52e Beveiligingsdivisie benoemd. De plaatsing was in Baranowicze, waar hij ook de vestingcommandant werd. Aansluitend werd hij niet meer voor de actieve dienst ingezet. En op 31 januari 1945 ging hij met pensioen.

## Na de oorlog
Over het verdere verloop van zijn leven is niets bekend. Op 25 mei 1956 overleed Newiger in Berlin-Dahlem.

## Militaire carrière
- Generalmajor: 1 januari 1943[2][5][11][1]
- Oberst: 1 oktober 1939[2][5][1]
- Oberstleutnant: 1 mei 1934[2][5][1]
- Major: 1 november 1930[2][1]
- Rittmeister: 18 juli 1917[2][1]
- Oberleutnant: 25 februari 1915[2][1]
- Leutnant: 18 mei 1908[2]
- Fähnrich: 11 september 1907[2][1]
- Fahnenjunker: 12 januari 1907[2][1]

## Onderscheidingen
- Duits Kruis in goud op 20 september 1942 als Oberst en Commandant van het 194e Infanterieregiment[5][11][2]
- IJzeren Kruis 1914, 1e Klasse en 2e Klasse
- Herhalingsgesp bij IJzeren Kruis 1939, 1e Klasse en 2e Klasse[5][2]
- Erekruis voor Frontstrijders in de Wereldoorlog[5]
- Medaille Winterschlacht im Osten 1941/42[5]
- Dienstonderscheiding van Leger en Marine, 1e Klasse (25 dienstjaren)[5]
- Kruis voor Oorlogsverdienste, 2e Klasse met Zwaarden[2]